# Histoire des Juifs à Katowice

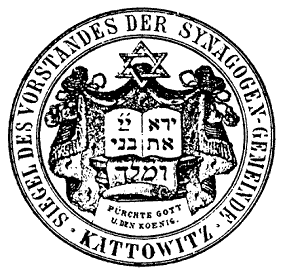
Tampon de la communauté juive de Katowice avant la Première Guerre mondiale

Lhistoire des Juifs à Katowice ou Kattowitz débute relativement tardivement, au XVIIIe siècle. Leur nombre ne dépassera jamais 12-13 % de la population totale de la ville. Initialement de culture allemande, relativement éduqués et bien intégrés parmi la population environnante, ils vont être remplacés après la création de l'État polonais par des Juifs de l'Est, plus pauvres et moins cultivés, ce qui va entrainer des frictions avec la population polonaise. La communauté va être massacrée pendant la Seconde Guerre mondiale, et le peu de Juifs qui retourneront à Katowice après la guerre, vont en grande majorité quitter la Pologne après les évènements antisémites de 1968.
Katowice est une ville polonaise, chef-lieu de la voïvodie de Silésie et l'un des principaux centres industriels d'Europe. La ville compte actuellement un peu moins de 300 000 habitants.
Jusqu'en 1920, la ville appartient à la province de Haute-Silésie prussienne puis allemande. Après la Première Guerre mondiale, la ville est disputée entre l'Allemagne et la Pologne et sera donnée à la Pologne en 1920 par le traité de Versailles. Pendant la Seconde Guerre mondiale, la province de Silésie polonaise est rattachée par les nazis au Reich allemand.

## Histoire de la communauté juive

### La communauté pendant la période germanique
La première mention d'un Juif habitant dans le village de Bogutschütz (Bogucice), qui est maintenant un des quartiers de Katowice, remonte à 1733. Ces mêmes archives mentionnent la présence de quatre Juifs dans les années 1740, mais n'indiquent pas leur lieu exact de résidence.
Pendant la première guerre de Silésie en 1742, la majorité de la Silésie est rattachée au royaume de Prusse. Au début, les autorités prussiennes sont indifférentes au sort des Juifs, mais peu à peu, le roi de Prusse commence à limiter les libertés de la communauté juive. En 1776, les autorités prussiennes ordonnent à tous les Juifs habitant sur la rive gauche de l'Oder, de déménager sous un mois sur la rive droite de la rivière. Les Juifs s'installent donc dans les villages avoisinants, mais en septembre 1779, les autorités prussiennes les obligent à quitter les villages pour s'installer dans les villes. Gleiwitz (Gliwice) à 30 km à l'ouest de Kattowitz devient alors la principale ville de résidence de la population juive locale.
Le 17 aout 1780, le parlement de Breslau (maintenant Wrocław) désigne cinq villes où les Juifs ont l'autorisation de s'installer: Tarnowitz ( Tarnowskie Góry), Myslowitz (Mysłowice), Nikolai (Mikołów), Lublinitz (Lubliniec) et Berun (Bieruń). Les Juifs de Kattowitz doivent donc quitter leur lieu de résidence. Mais en 1787, les autorités prussiennes reviennent sur leur décision en raison des pertes économiques engendrées par le départ des Juifs des villes interdites. Les Juifs ont alors l'autorisation de retourner à Kattowitz.
D'après les archives de la paroisse de Bogutschütz (Bogucice) de 1792, il n'est fait mention que de la présence d'une seule famille juive locataire à Kattowitz, Mojżesz avec sa femme et ses enfants. Vers 1825, la famille de Hirschel Fröhlich (Hirsch Frueih) s'installe à Kattowitz, qui compte alors près de 800 habitants. Grossiste en métaux ferreux, il prend en bail un terrain situé sur la Friedrichsplatz (maintenant la place du Marché). Un recensement officiel effectué en 1825, et publié par Johan Georg Knie, note la présence de quatre Juifs dans la ville.
En 1840, 12 Juifs vivent à Kattowitz. Parmi eux se trouve la famille d'Isaak Grätzer, qui ouvre l'hôtel Welt en 1848, puis le Retzlaff sur la place principale (à l'emplacement de l'actuel grand magasin Zenit), Marianne Fröhlich (veuve d'Hirschl Fröhlich décédé en 1826), le marchand  Josef Hausdorff, qui s'installera plus tard à Myslowitz (Mysłowice), et l'aubergiste Löbel Zernik employé par Grätzer. En 1844, on compte quatre familles juives vivant à Kattowitz, représentant un total de 17 personnes.

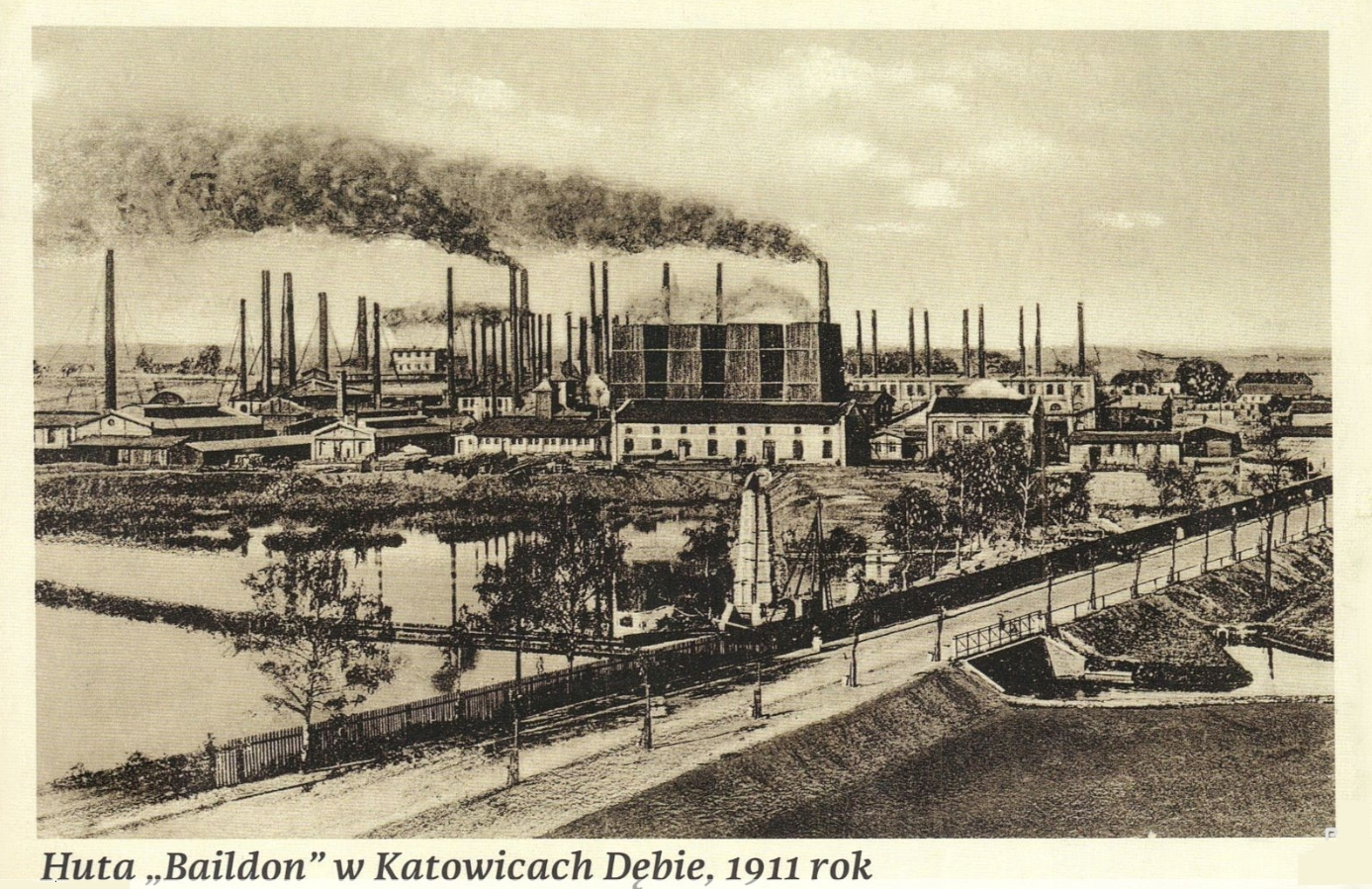
Acièrie Baildon à Katowice

De nombreux hommes d'affaires juifs des grandes villes alentour, choisissent Kattowitz comme principal lieu de leurs affaires. Oscar Caro, un résident de Gleiwitz (Gliwice), achète l'aciérie Baildon qu'il fusionne plus tard avec l'aciérie Julia située à Bobrek (maintenant un district de Bytom), avec l'aciérie Hermin de Laband (Łabędy, maintenant un quartier de Gliwice) et avec l'usine de câbles Heinrich Kern & Co. La fusion donne naissance à la Oberschlesische Eisenindustrie A.G. für Bergbau und Hüttenbetrieb,. Celle-ci s'agrandit ultérieurement en incorporant les aciéries Silesia de Rybnik. Un autre habitant de Gleiwitz (Gliwice), Fritz Friedländer possède la mine Eminenz près de Kattowitz.

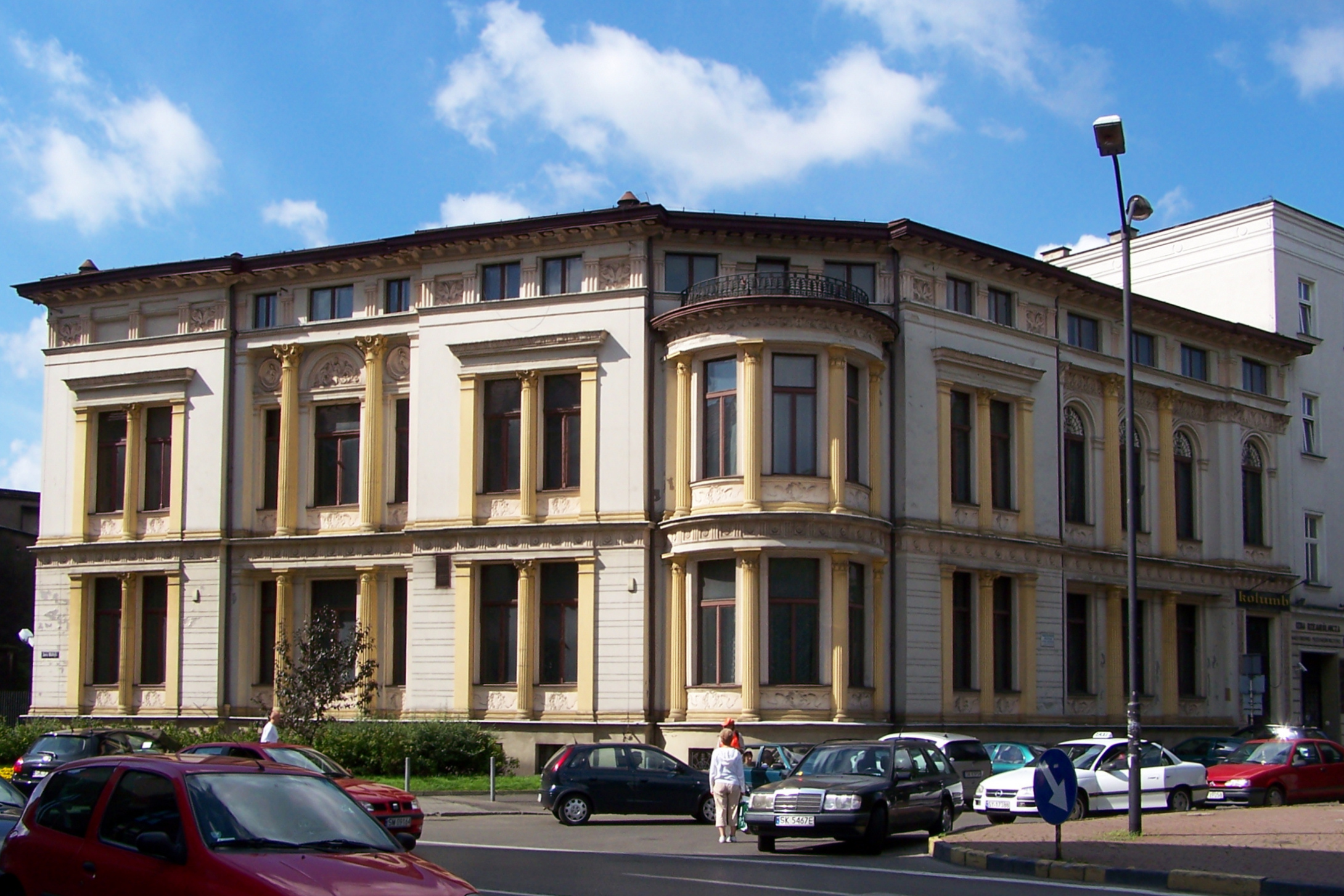
Le palais Goldstein

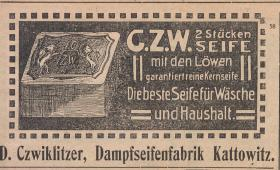
Réclame pour le savon Czwiklitzer

Les entrepreneurs juifs de Kattowitz développent aussi activement leurs affaires. Les frères Goldstein possèdent une activité de commerce du bois. Au début du XXe siècle, ils construisent un palais sur la Wilhelmsplatz (l'actuelle place Wolności). Les associés Fielder et Glaser possèdent le plus grand moulin à grains de toute le Haute-Silésie. Celui-ci est situé à l'emplacement du parking actuel devant le bureau municipal de Katowice. Parmi les autres industriels juifs importants de cette période, on peut citer Dawid Czwiklitzer, qui a fondé une usine de savon et Maks Kromolowski, un fabricant d'articles en cuir.
En 1847, la communauté juive de Kattowitz s'associe à la communauté juive de Myslowitz (Mysłowice), distante d'une dizaine de kilomètres, ce qui lui permet d'utiliser son mikvé (bain rituel) et d'enterrer ses morts dans le cimetière juif local.
À partir de 1850, des offices se déroulent aussi à Kattowitz dans des maisons privées ou des appartements loués, en particulier dans la maison de Sommer, d'Adolf Fröhlich et de Solomon Goldstein et à l'hôtel de Prusse sur la Friedrichsplatz (actuellement place du Marché).
En 1855, 105 Juifs vivent à Kattowitz. À l'initiative d'Heimann Fröhlich, il est décidé d'élever une petite synagogue en ville à l'emplacement de la rue Mariacka actuelle, mais le projet n'aboutit pas. Il faut attendre 1861 pour que la communauté achète un terrain appartenant au domaine de Tiela-Winckler, à l'intersection des rues actuelles du 3 Maja et Słowackiego, dans le but d'y construire sa future synagogue. Le bâtiment est conçu par l'architecte juif de Kattowitz, Ignatz Grünfeld, et est consacré le 4 septembre 1862.
En raison de leur nombre croissant, les Juifs de Kattowitz désirent fonder leur propre communauté, indépendante de celle de Myslowitz. Des négociations ont lieu dans ce but avec les autorités gouvernementale, et l'autorisation leur est accordée le 4 juillet 1865 par décret: 
« Après que Son Excellence, le Président ai demandé la séparation de la communauté juive de Kattowitz et sa désignation en tant que communauté indépendante, nous avons décidé et notifions par la présente le Conseil des gouverneurs par arrêté de ce jour en vertu des règlements no 35 et 36 de la loi sur les Juifs. du 23 juillet 1847, que les habitants juifs de Kattowitz et des villages environnants de Halde et de Brynow devraient, d'ici le 1er janvier 1866, se séparer de la communauté-synagogale de Myslowitz et s'organiser en une communauté-synagogale de Kattowitz indépendante. Nous avons chargé le Landrat, M. Solger, de toutes les mesures nécessaires pour constituer la nouvelle communauté synagogale de Kattowitz
Oppeln, 4 juillet 1865.
 Le Gouvernement Royal; Département des affaires intérieures »
Le 1er janvier 1866, les Juifs vivant à Kattowitz (Katowice), Kattowitzer Halde (Katowicka Hałda: région comprise actuellement entre le centre-ville de Katowice et Brynów) et Brynow (Brynów) se séparent donc de la communauté juive de Myslowitz (Mysłowice) et créent leur propre communauté séparée. Peu après, se déroulent les élections du bureau de la nouvelle communauté qui rédige alors ses statuts. Jusqu'à la nomination du premier rabbin en 1871, les questions religieuses sont traitées par Israel Bornstein.

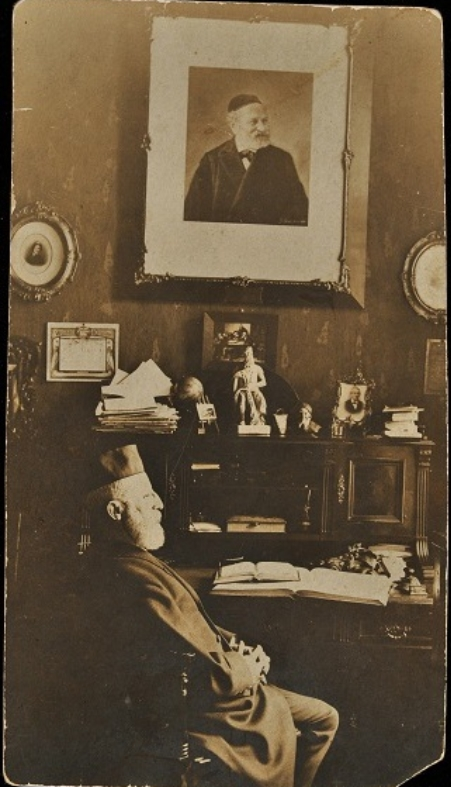
Le rabbin Jacob Cohn dans son appartement de Katowice

En 1865, quand Kattowitz obtient ses droits de cité, le nombre de Juifs croit rapidement. À l'époque 573 Juifs vivent à Kattowitz représentant 12 % de la population totale de la ville. En raison de l'accroissement de la population juive, il devient nécessaire de construire de nouvelles structures religieuses. En 1867, un mikvé est construit près de la synagogue. Il est aussi conçu par Ignatz Grünfeld. Le cimetière juif est consacré en 1868. Il subsiste de nos jours et est situé rue Kozielska. Le 6 octobre 1871, la communauté juive choisit son premier rabbin, le Dr Jacob Cohn qui prend ses fonctions le 6 janvier 1872 et les exercera jusqu'à sa mort le 23 avril 1916.
En 1872, la Verband der Oberschlesischen Synagogen-Gemeinden (Union des communautés juives de Haute-Silésie) est fondée qui inclut la communauté juive de Kattowitz. Au début des années 1870, la communauté juive de Kattowitz s'étend et absorbe en 1872, avec l'accord de la communauté juive de Königshütte (Chorzów) à laquelle elles appartenaient auparavant, les communautés juives de Zalenze (Załęże), Bedersdorf (Bederowiec) et Ignatzdorf (Wełnowiec). En 1873, en raison du nombre croissant de membres, des offices supplémentaires sont organisés dans la synagogue locale. La communauté s'agrandit encore en 1876, en incorporant le village de Domb (Dąb). Deux années plus tard, les villes de Josephsdorf (Józefowiec) et de Hohenlohehütte (Welnowiec) sont à leur tour détachées de la communauté de Königshütte et rejoignent la communauté de Kattowitz. Par décret du 8 aout 1884, le gouvernement donne son accord pour que les Juifs de Bogutschütz (Bogucice) et de Zawodzie rejoignent la communauté de Kattowitz en raison de leur proximité géographique.
À la suite de l'abolition du décret du 3 aout 1781 qui limitait le nombre de marchands et d'artisans juifs autorisés à s'installer en ville, la communauté de Kattowitz prend rapidement de l'essor aussi bien démographiquement qu'économiquement et acquiert une position forte dans la région à la fin des années 1880.
En 1880, le bureau de la communauté décide d'agrandir la synagogue. Les plans sont élaborés par Carl Häusler, et la construction va s'étaler de 1880 à 1883. La cérémonie officielle de réouverture de la synagogue se déroule le 20 avril 1883. En plus de la communauté juive progressiste, différentes communautés hassidiques possèdent leur propre maison de prière en général dans des habitations privées.
Les Juifs de Kattowitz prennent une part active à la vie socio-politique de la ville. Ils siègent au conseil municipal et au conseil communal.

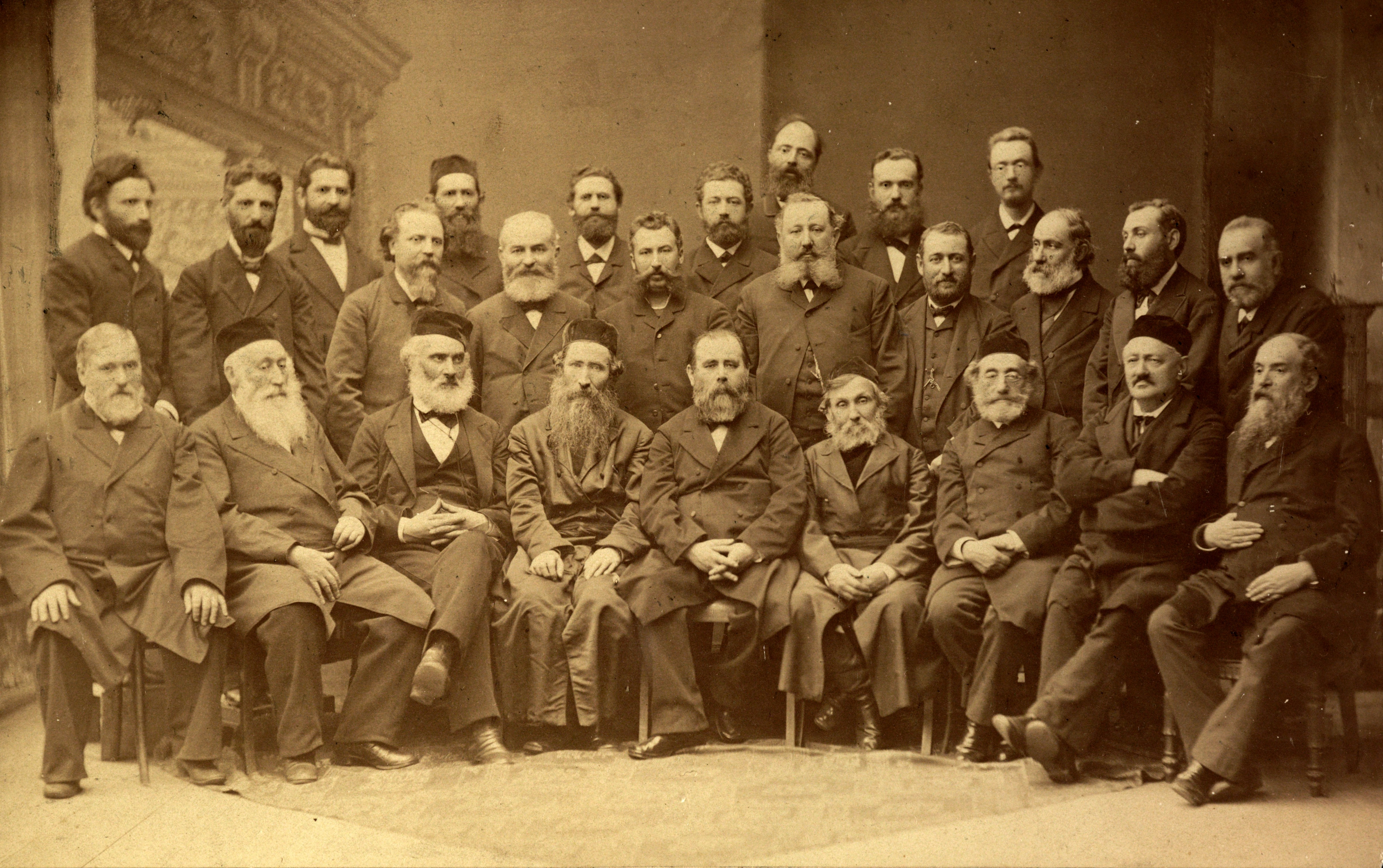
Conférence de Kattowitz

Dans la seconde moitié du XIXe siècle, le mouvement sioniste est très implanté à Kattowitz dans la population juive. Du 6 au 11 novembre 1884, pour le centième anniversaire de la naissance du philanthrope et activiste juif Moïse Montefiore, une conférence internationale du mouvement Hovevei Tsion (Amants de Sion) se tient en ville sous la direction de Léon Pinsker. La majorité des délégués viennent de Russie, et les autres de France, de Roumanie, d'Angleterre, d'Allemagne et de Palestine. Cette conférence est connue par le mouvement sous le nom de conférence de Kattowitz où les participants ont discuté de l'organisation interne du mouvement et affiché leur support à l'établissement des Juifs en Palestine. En premier lieu, 10 000 francs sont envoyés à Petah Tikva et 2 000 roubles à Yessud Haméala.
Comme le nombre d'habitants juifs à Kattowitz continue de croitre, la communauté juive décide de la construction d'une nouvelle synagogue plus importante. Celle-ci est conçue par Max Grünfeld du cabinet d'architectes Ignatz Grünfeld. La grande synagogue est inaugurée le mercredi 12 septembre 1900.

### La communauté pendant l'entre-deux-guerres
La fin de la Première Guerre mondiale provoque un bouleversement important en Haute-Silésie. Le rétablissement de l'État polonais le 11 novembre 1918, entraine un accroissement des sentiments pro-polonais dans la population silésienne, conduisant à un conflit avec la communauté allemande et le déclenchement de trois soulèvements. Les Juifs silésiens se trouvent au milieu de ces troubles qui déferlent sur la Silésie. La majorité d'entre eux est incontestablement pro-allemande. En 1919, la communauté juive de Kattowitz est dirigée par Bruno Altman.
Le 20 mars 1921, un plébiscite a lieu en Haute-Silésie. Les Juifs votent en masse pour le maintien de la Haute-Silésie dans le giron allemand. À Kattowitz, 85,4% des votes est pour que la ville reste allemande et 14,6 % pour son rattachement à la Pologne. Malgré ce résultat, les Polonais déclenchent un autre soulèvement pour contrecarrer les résultats du plébiscite.
Après l'incorporation de Katowice à la Pologne, en 1922, la majorité des Juifs locaux quittent la ville pour l'Allemagne. Ils se considèrent allemands, et n'acceptent pas de changer de nationalité. La plupart s'installent à Beuthen (Bytom) ou à Breslau (Wrocław), deux villes qui restent allemandes. Après 1922, ils commencent à être remplacés par des Juifs polonais, arrivant en masse de la Silésie polonaise. Ils proviennent majoritairement du bassin de la Dąbrowa, mais aussi des anciens territoires du royaume de Pologne. Leur arrivée compense partiellement le départ des Juifs allemands et assure la survie des communautés juives en Silésie. Les nouveaux arrivants sont cependant souvent accueillis avec hostilité aussi bien par les autorités locales que par les Juifs qui habitaient la région depuis longtemps. Ces nouveaux arrivants en provenance du royaume de Pologne sont perçus par la majorité des habitants de Haute-Silésie comme des pauvres sans grande culture pouvant être un risque pour l'intégration de la province dans la république de Pologne. Ces conflits ont aussi un impact sur les relations à l'intérieur des communautés juives, affectant négativement leur développement.

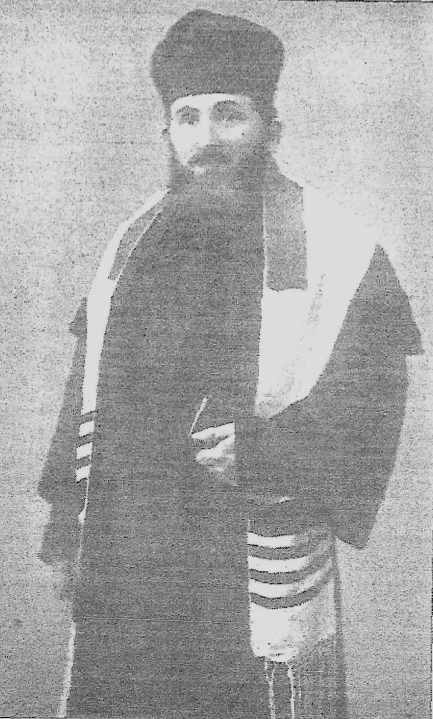
Le rabbin Ezekiel Lewin
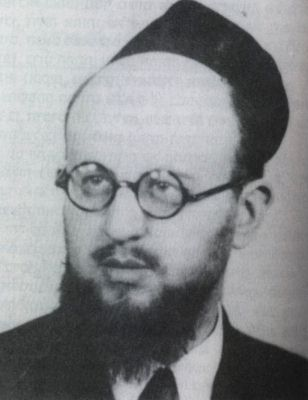
Le rabbin Kalman Chameides
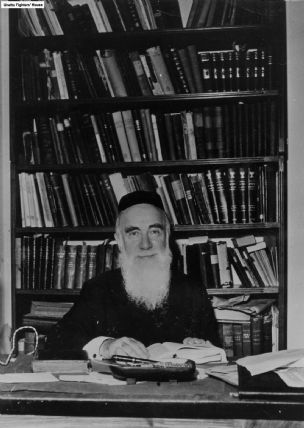
Le rabbin Mordechai Fogelman

Dans les années 1924 à 1928, le rabbin de Katowice est Ezekiel Lewin, dont le frère Aaron est le rabbin de Rzeszów et député à la Diète de Pologne, représentant le parti Agoudat Israel. Quand le rabbin Ezekiel Lewin est nommé à Lwów en 1928, il est remplacé comme rabbin de Katowice par Kalman Chamenides, diplômé du séminaire rabbinique de Katowice. Comme Chamenides ne parle pas le polonais, la situation a nécessité l'embauche d'un deuxième rabbin, Mordechai Vogelman, venu de Galicie. Bien qu'embauché à titre provisoire, Vogelman est resté en poste pendant de nombreuses années, partageant les responsabilités rabbiniques avec Chamenides jusqu'en 1939. Les deux rabbins, des personnes érudites et remarquables orateurs, sont pleinement impliqués dans la vie de la communauté juive locale, participant à de nombreuses associations caritatives et engagés dans les domaines de l'éducation et de la protection sociale. Après le déclenchement de la Seconde Guerre mondiale, Mordechai Vogelman et sa famille réussissent à quitter le pays et rejoindre la Palestine, où il exerce comme rabbin de Kiryat Motzkin jusqu'à sa mort. Chamenides, avec d'autres rabbins de Silésie réussit à rejoindre Lwów qui alors se trouve sous occupation soviétique.
En 1931, près de 60% des 5 716 Juifs vivant à Katowice sont originaires de différentes zones de la République de Pologne. Parmi eux, 3 055 soit 53 % affirment que leur langue maternelle est le polonais, 1 388 soit 24 % que c'est le yiddish et 1 037 soit 18 % que c'est l'allemand.
À l'époque, la crise économique mondiale affecte sérieusement l'économie locale, entrainant un taux élevé de chômeurs. Cette situation provoque de nombreuses tensions parmi les Juifs de Katowice, bien que la communauté ne ménage pas ses efforts pour aider les nouveaux arrivants et faciliter leur assimilation dans la communauté locale.
En 1933, quand les nazis arrivent au pouvoir en Allemagne, un grand nombre de familles juives qui étaient parties en Allemagne décident de retourner en Haute-Silésie en raison des persécutions antisémites du Troisième Reich. Les autorités communautaires juives de Katowice obtiennent l'autorisation du bureau provincial de Silésie, d'organiser une collecte de fonds dans le but d'aider ces rapatriés. La collecte se déroule du 1er au 30 juin 1933 dans toutes les synagogues de la voïvodie de Silésie.
Dans la seconde moitié des années 1930, la situation économique empire et les inégalités de richesse entre les différents groupes de la population juive sont largement exacerbées. Parmi les Juifs vivant à Katowice, il y a un groupe d'environ 250 riches familles de banquiers, d'industriels, de monopolistes du commerce de grains et de bois, ainsi que les propriétaires de luxueux hôtels ou commerces, et un groupe d'environ 1 000 familles de petits commerçants et artisans, mais il y a aussi un nombre croissant de familles très pauvres, sans aucune ressource. La communauté essaie de pallier cette détresse en organisant de l'aide pour les plus pauvres, en offrant des repas gratuits, en ouvrant une clinique et en proposant des séjours de vacances pour les enfants de ces familles. En 1936, une agence juive pour l'emploi est ouverte.
La détérioration des conditions économiques dans les années 1930 et l'activité croissante des organisations nazies à Katowice donnent lieu à une vague de sentiments antisémites dans la population polonaise et des persécutions contre les Juifs en Haute-Silésie. En 1933, des incidents anti-Juifs se déroulent à Katowice et en 1936, une campagne de propagande dans la presse locale est lancée pour fermer l'abattoir cacher. Il en découle, que dans les années 1937-1938, des dispositions légales vont interdire à de nombreux artisans juifs, tels que les coiffeurs et les tailleurs, de travailler dans leur profession. En 1937, se produisent de nombreux pogroms dans la région, les commerces détenus par des Juifs sont boycottés, plusieurs magasins incendiés et plusieurs personnes tuées. En raison de ces persécutions antisémites croissantes, de nombreux Juifs quittent la ville dans la seconde moitié des années 1930. Juste avant la guerre, il ne reste plus que 8 587 Juifs à Katowice, correspondant à environ 6,3 % de la population totale. À côté de la grande synagogue, se trouvent un Beth Midrash, un Mikvé et un cimetière juif, tous contrôlés par la communauté juive. Il y a en ville de nombreuses écoles juives et des jardins d'enfants. La communauté a alors de grandes ambitions, il est prévu de construire un hôpital, une maison de retraite, un orphelinat et une nouvelle synagogue.
En 1937, un bâtiment de cinq étages est construit près de la grande synagogue pour regrouper tous les services administratifs de la communauté, pour servir en même temps de centre culturel et héberger de nombreuses associations. Dans la période entre les deux guerres, la communauté attache une grande importance à l'éducation, et en plus du Talmud-Torah, il y a l'école Berek Joselewicz et une école en langue hébraïque. À partir de 1932, la communauté de Katowice publie son propre journal.

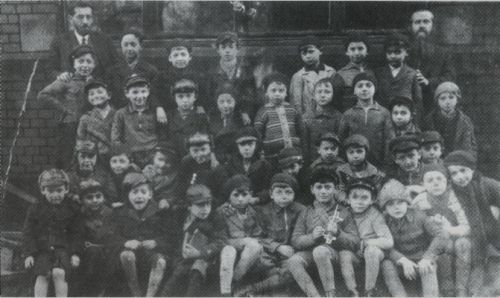
Enfants du Talmud Torah
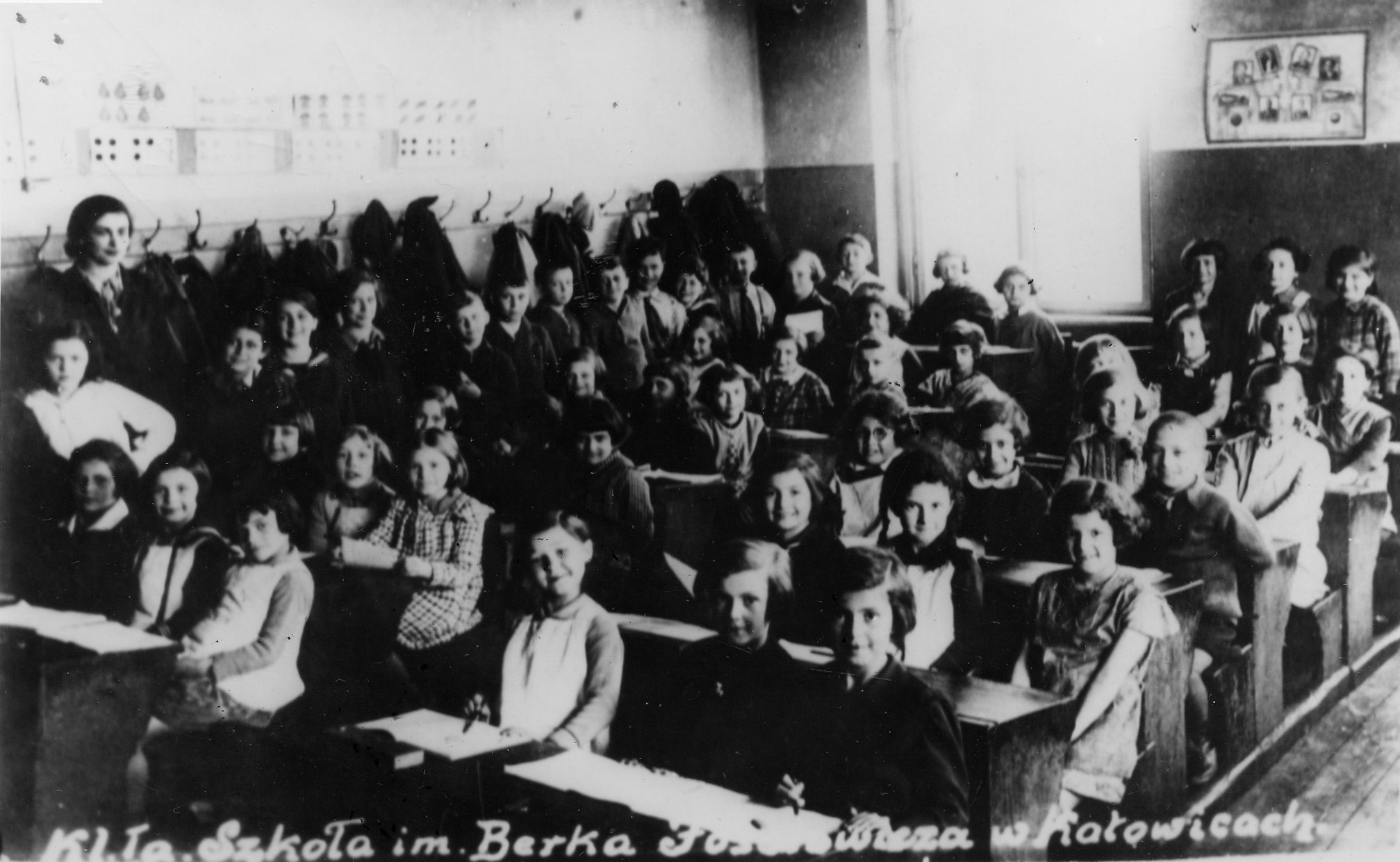
Élèves de 1re année de l'école Berek Joselewicz
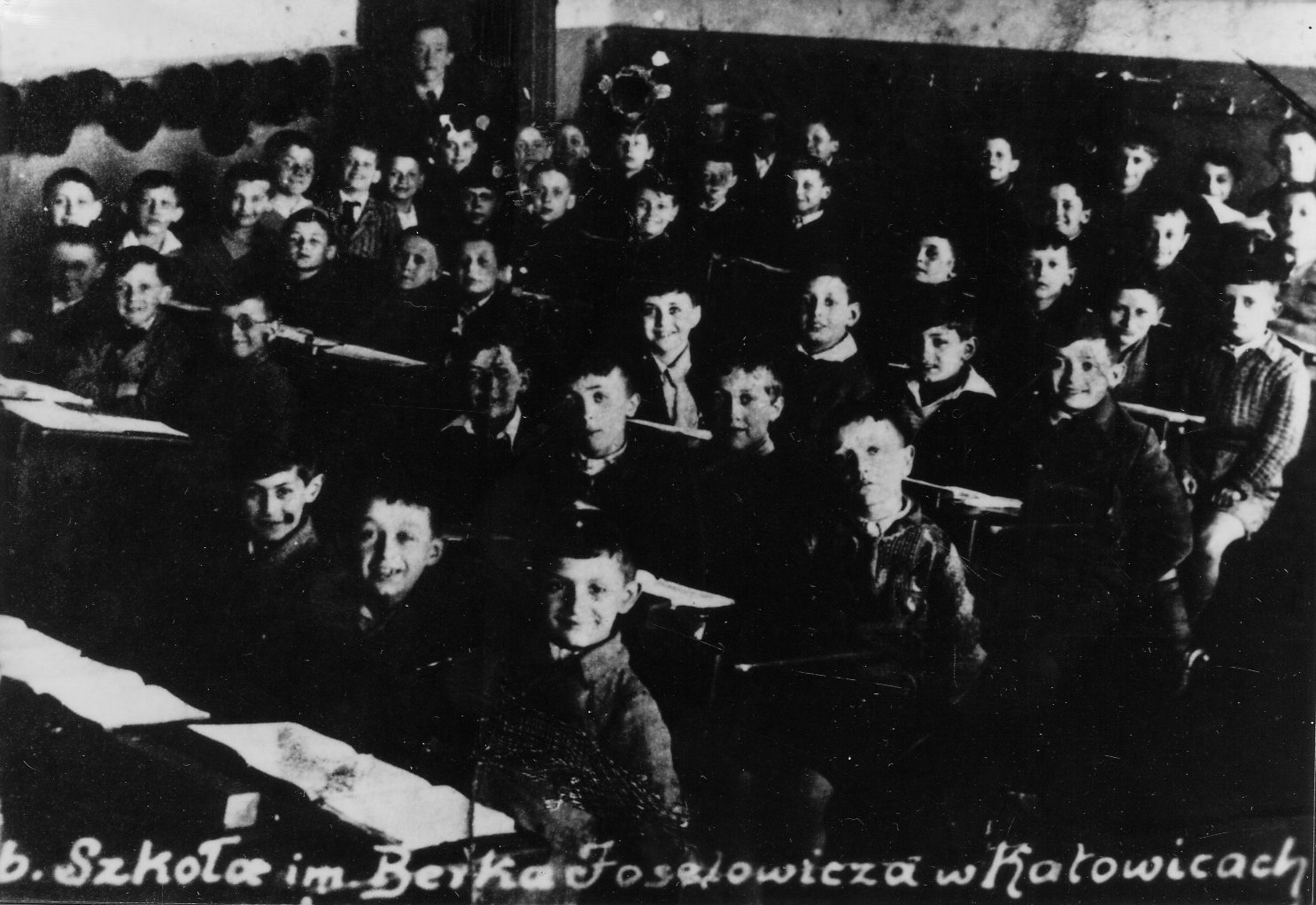
Élèves de 2e année de l'école Berek Joselewicz
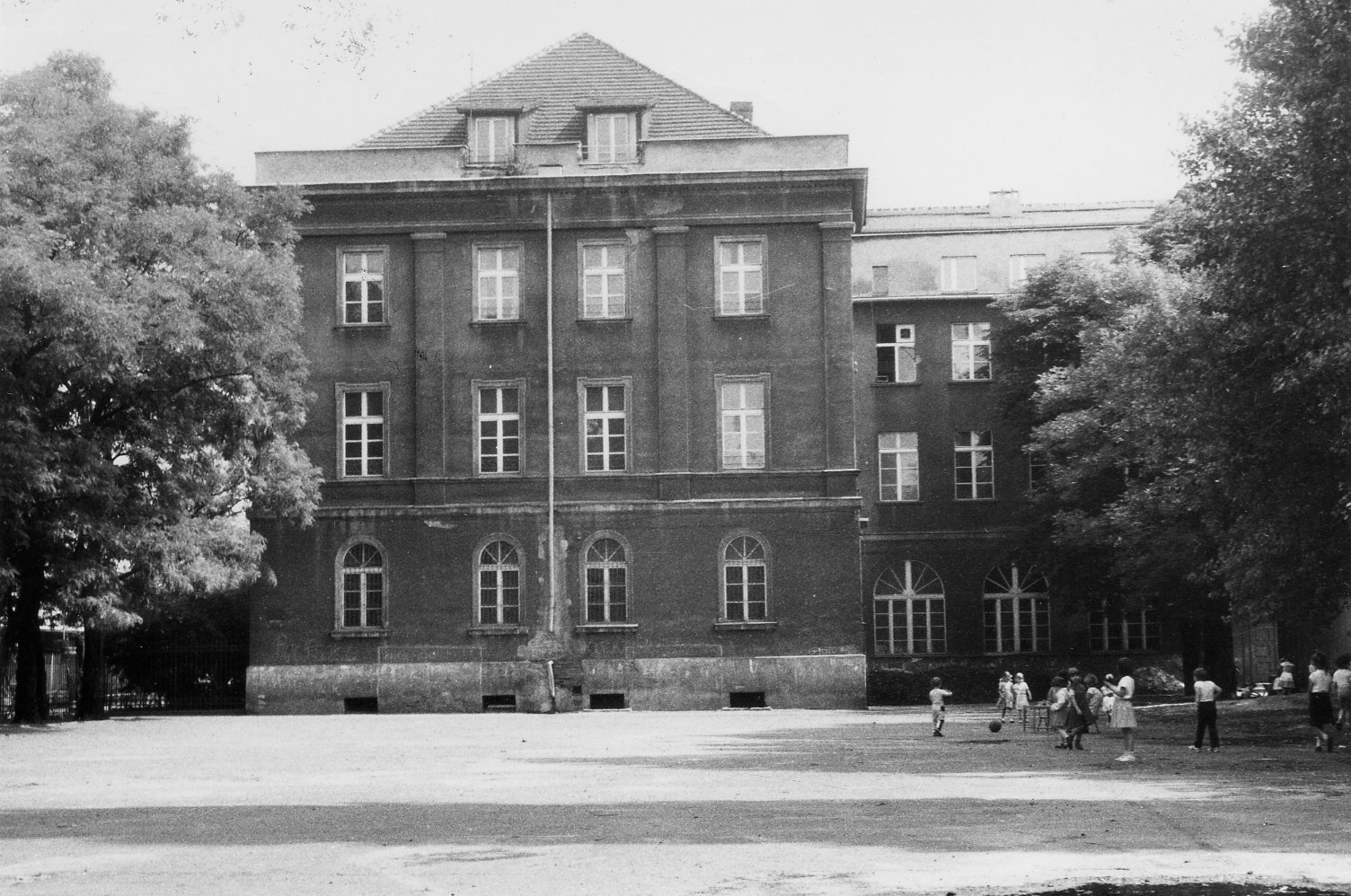
Bâtiment de l'école Berek Joselewicz
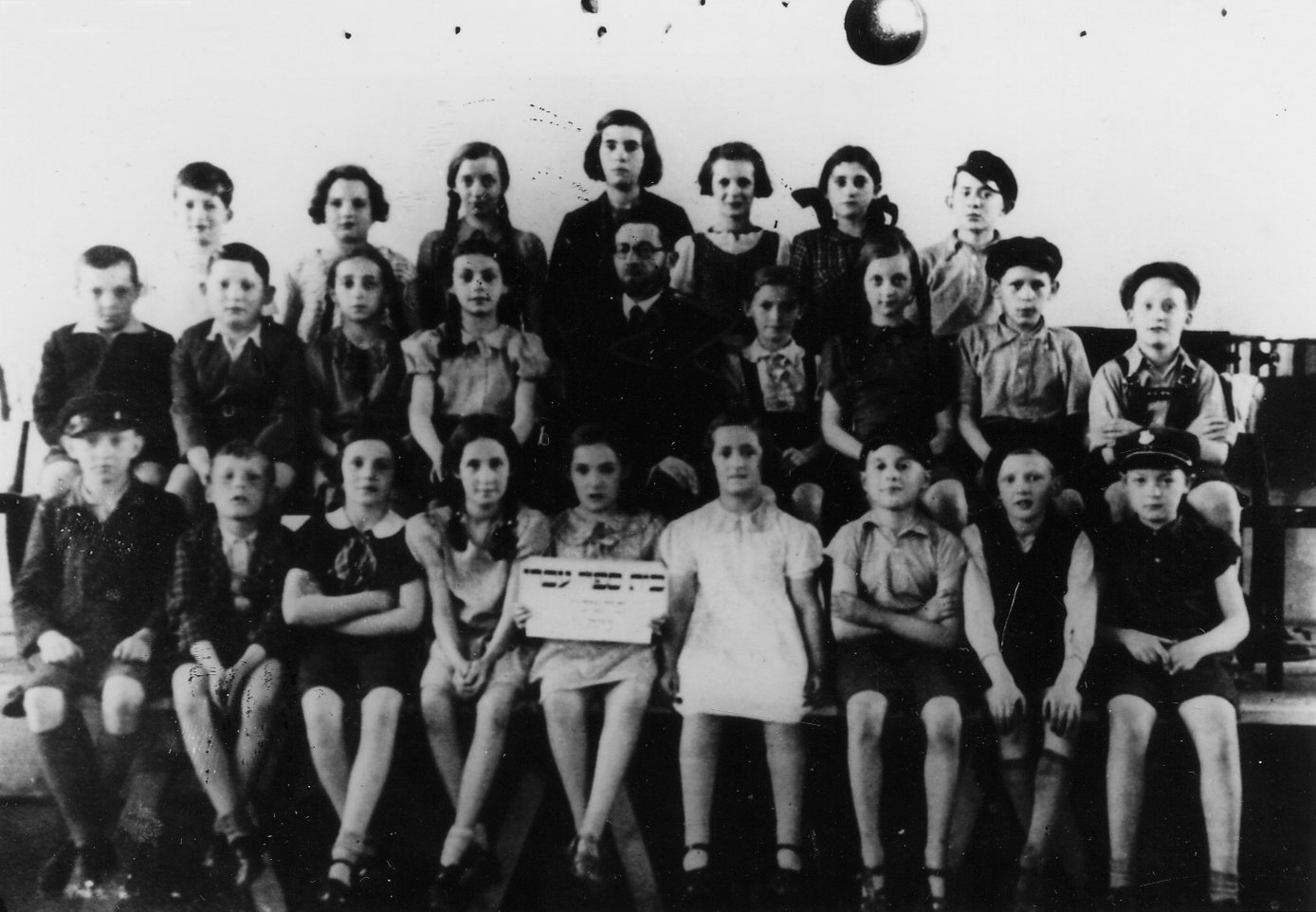
Élèves de l'école en langue hébraïque

### La communauté juive pendant laSeconde Guerre mondiale
Le 1er septembre 1939, les Allemands envahissent la Pologne et dès le 3 septembre la Wehrmacht entre dans Katowice. Dès l'occupation de la ville, les Allemands pillent les commerces, les entreprises et les habitations détenus par des Juifs et mettent le feu à la grande synagogue. Les ruines de la synagogue sont rasées tandis que la Gestapo installe son quartier général dans d'autres bâtiments de la communauté.
Peu de temps après, Katowice renommé Kattowitz est incorporé au Troisième Reich, et devient la capitale de la province de Haute-Silésie. Pendant les premiers trois mois de l'occupation, la majorité des Juifs de Kattowitz, soit entre 11 et 12 000 personnes en comptant les résidents permanents et les réfugiés, sont forcés de quitter la ville et de s'installer dans le Gouvernement général de Pologne. Certains réussissent à s'enfuir et à rejoindre les territoires sous occupation soviétique, et quelques-uns sont transférés dans les villes alentour, dont Sosnowiec. À la fin de 1939, il ne reste plus qu'environ 900 Juifs en ville.
Au début de 1940, les autorités nazies préparent un plan pour l'extermination totale des Juifs et des Roms dans la Pologne conquise, suivi par l'expulsion d'une grande partie des Polonais vers l'Est. Les Polonais restants devaient être utilisés comme main d'œuvre esclave dans l'industrie et l'agriculture allemande. La première étape de ce plan a lieu en Grande-Pologne, en Poméranie et en Silésie. Il est initialement prévu de déporter les Juifs de Haute-Silésie vers le Gouvernement général de Pologne, mais les Allemands décident à la place de créer des ghettos. Au début de 1940, les plus grands ghettos de Silésie sont établis à Będzin et à Sosnowiec. Ils servent de réserve de main d'œuvre pour les différents camps de travail forcé de Silésie. En mai et juin 1940, environ 600 Juifs de Katowice sont déportés à Chrzanów, environ 150 à Szczakowa, et d'autres à Sosnowiec et Będzin, où ils partagent le sort des membres des communautés locales.
En octobre 1940, le représentant spécial du Reichsführer-SS et chef de la police allemande pour l'emploi des nationalités étrangères en Haute-Silésie, Albrecht Schmelt, organise le travail forcé pour les Juifs de Silésie. Un département du travail forcé spécial, dirigé par Majer Brzeski jusqu'à la mi-1941, est fondé dans le but d'organiser et regrouper les travailleurs juifs. Des contingents de jeunes Juifs sont alors transportés vers les camps de travail forcé des districts administratifs de Katowice et d'Opole. En 1940, le Reichsführer-SS Heinrich Himmler établit le camp de concentration d'Auschwitz-Birkenau. Il devient la principale source de travail forcé pour le district industriel de Haute-Silésie et le bassin de Dąbrowsk. La plupart des Juifs de Katowice, après de brefs séjours dans différents ghettos, sont envoyés à Auschwitz-Birkenau.
Lors de l'hiver 1942-1943, à la suite de la défaite allemande à Stalingrad, la région industrielle de la vallée de la Ruhr est soumise à d'intenses bombardements de la part de l'aviation alliée. L'industrie de Haute-Silésie joue alors un rôle clef dans l'économie de guerre allemande. 50% de l'armement allemand est alors produit en Haute-Silésie. Les autorités demandent une augmentation constante du charbon extrait des mines de Silésie et de la production d'armes. Elles se trouvent face à un problème de manque de main d'œuvre, et décident alors d'installer des camps de travail forcé directement dans les usines industrielles.
Dès les mois de mars et avril 1942, le responsable administratif des camps de concentration, le SS-Obergruppenführer Oswald Pohl, fixe les règles concernant l'exploitation des travailleurs forcés. En septembre 1942, Adolf Hitler ordonne la création de nouveaux camps de travail forcé dans l'immédiate proximité des usines industrielles. En 1943-1944, de nombreux camps de travail fonctionnent à Katowice, employant principalement des Juifs d'Europe de l'Ouest, dont environ 900 Juifs de France.

### L'après-guerre
Après la guerre, environ 1 500 Juifs s'installent à Katowice, parmi eux, peu sont des anciens résidents de Katowice qui ont survécu à la Shoah. La majorité vient d'autres régions de la Pologne qui s'étaient enfuis en Union soviétique au début de la guerre. Un comité juif de Haute-Silésie est fondée dans le but d'aider les milliers de réfugiés juifs passant par Katowice dans leur route vers l'Ouest.
En 1950, une branche locale de la Towarzystwa Społeczno-Kulturalnego Żydów w Polsce (Société sociale et culturelle des Juifs en Pologne) est installée qui continue d'être active encore de nos jours. En 1946, dans l'immédiate après-guerre, s'établit la Katowicach Kongregację Wyznania Mojżeszowego (Congrégation de la foi mosaïque de Katowice) qui en 1993 se transforme en Gminę Wyznaniową Żydowską (Communauté religieuse juive).
Les organisations politiques et culturelles juives indépendantes vont à partir de 1950 être graduellement infiltrées par les communistes dirigés par Henryk (Chaïm) Cieszyński. De 1957 à 1959, environ 1 150 Juifs sont rapatriés d'Union soviétique, mais ceux-ci quitteront rapidement la ville. En décembre 1959, il ne reste plus que 850 Juifs.
Après le début de la campagne antisémite de 1968, la plupart des Juifs quittent Katowice. Il ne reste après 1969 qu'un petit nombre de familles juives. À présent, seuls 250 Juifs sont enregistrés dans les organisations juives, mais le nombre de personnes d'origine juive est certainement plus élevé.

## Évolution de la population juive
| 'Population juive à Katowice, |                               |                 |                      |
| Année                         | Population totale de la ville | Nombre de Juifs | Pourcentage de Juifs |
| 1840                          | ~800                          | 12              | ~1,5 %               |
| 1844                          | -                             | 17              | - %                  |
| 1855                          | -                             | 102             | - %                  |
| 1865                          | 4 815                         | 573             | 11,9 %               |
| 1867                          | -                             | 624             | - %                  |
| 1870                          | 6 780                         | 812             | 12,0 %               |
| 1895                          | ~14 000                       | ~1 600          | ~11,4 %              |
| 1899                          | -                             | 2 216           | - %                  |
| 1900                          | 31 738                        | 2 264           | 7,1 %                |
| 1910                          | 43 173                        | 2 970           | 6,9 %                |
| 1931                          | 126 158                       | 5 761           | 4,5 %                |
| 1939                          | ~134 000                      | 8 587           | ~6,4 %               |
| 1945                          | 107 735                       | ~1 500          | ~1,4 %               |

## Personnalités juives nées à Katowice
- Chaskel Besser (1923-2010): rabbin orthodoxe, membre de la dynastie hassidique de Radomsk.
- Ernst Borinski (1901-1983): sociologiste germano-américain.
- Henryk M. Broder (1946- ): écrivain et journaliste allemand
- Kurt Goldstein (1878-1965):  neurologiste et psychiatre germano-américain
- Anneli Cahn Lax (1922-1999): mathématicienne américaine
- Franz Neumann (1900-1954): juriste, philosophe et théoricien du droit allemand
- Hans Sachs (1877-1945): sérologiste allemand
- Ruth Sagall (1929-2021): actrice israélienne
- Włodek Goldkorn (1952- ): écrivain, journaliste et éditeur Italien
- Max Grünfeld (1863–1932): architecte allemand, qui conçut les plans de la grande synagogue de Katowice en 1900
- Jerzy Montag (1947- ): politicien allemand, membre du parti Les Verts
- Czesława et Zofia Rajfer: actrices et chanteuses polonaises, les deux sœurs ont émigré en Israël en 1999
- Henryk Rajfer (1954- ): Acteur de théâtre et de cinéma polonais, affilié au Théâtre juif de Varsovie depuis 1973. Frère de Czesława et Zofia Rajfer

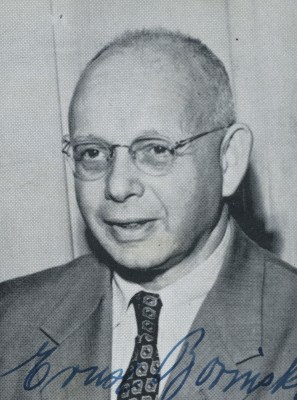
Ernst Borinski
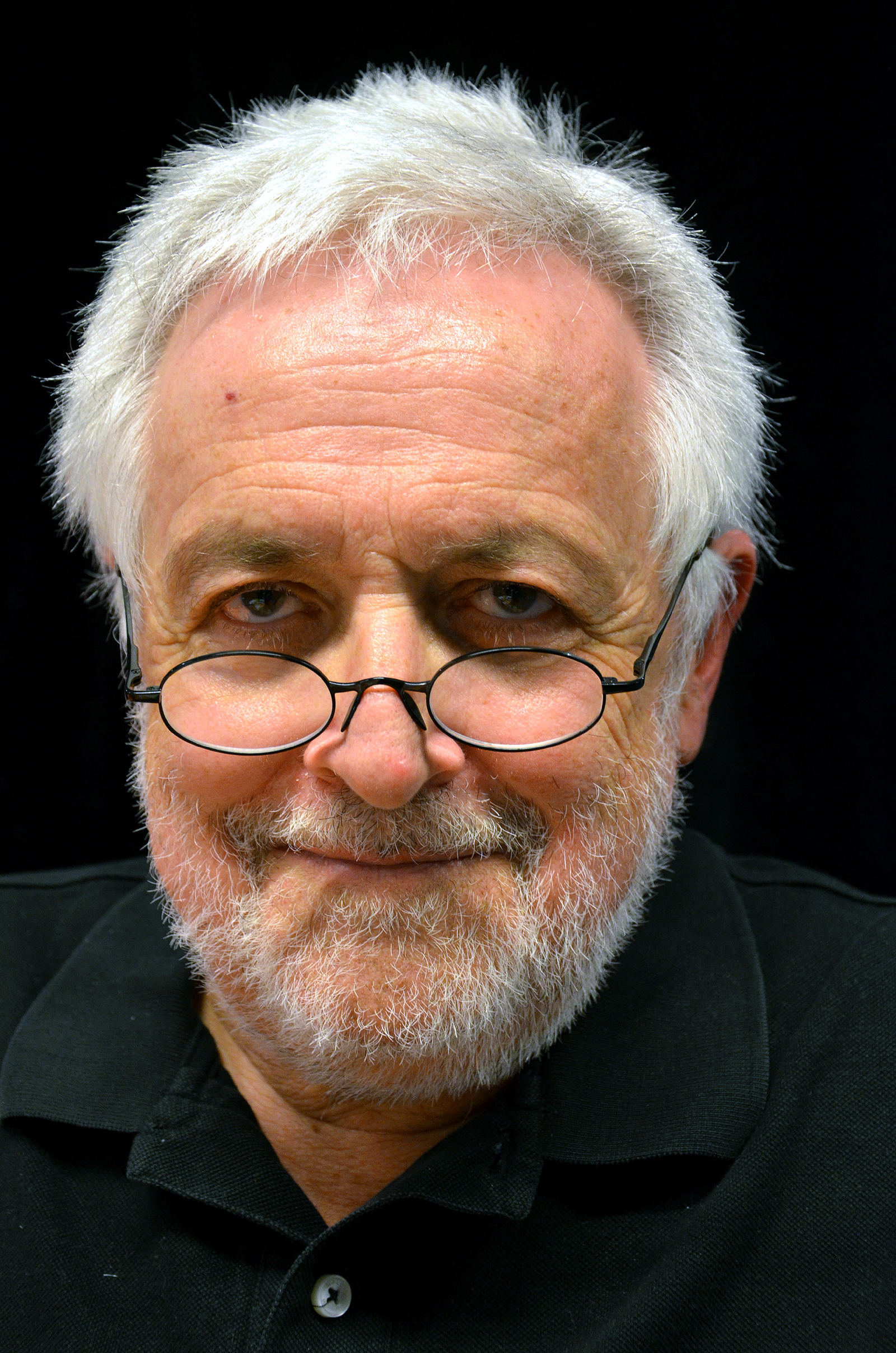
Henryk M. Broder en 2013
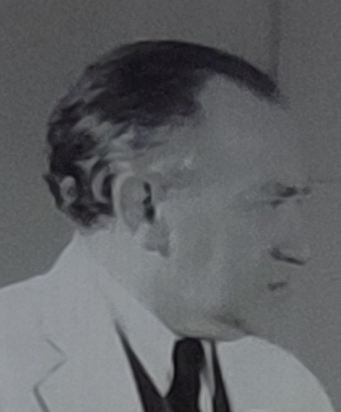
Kurt Goldstein
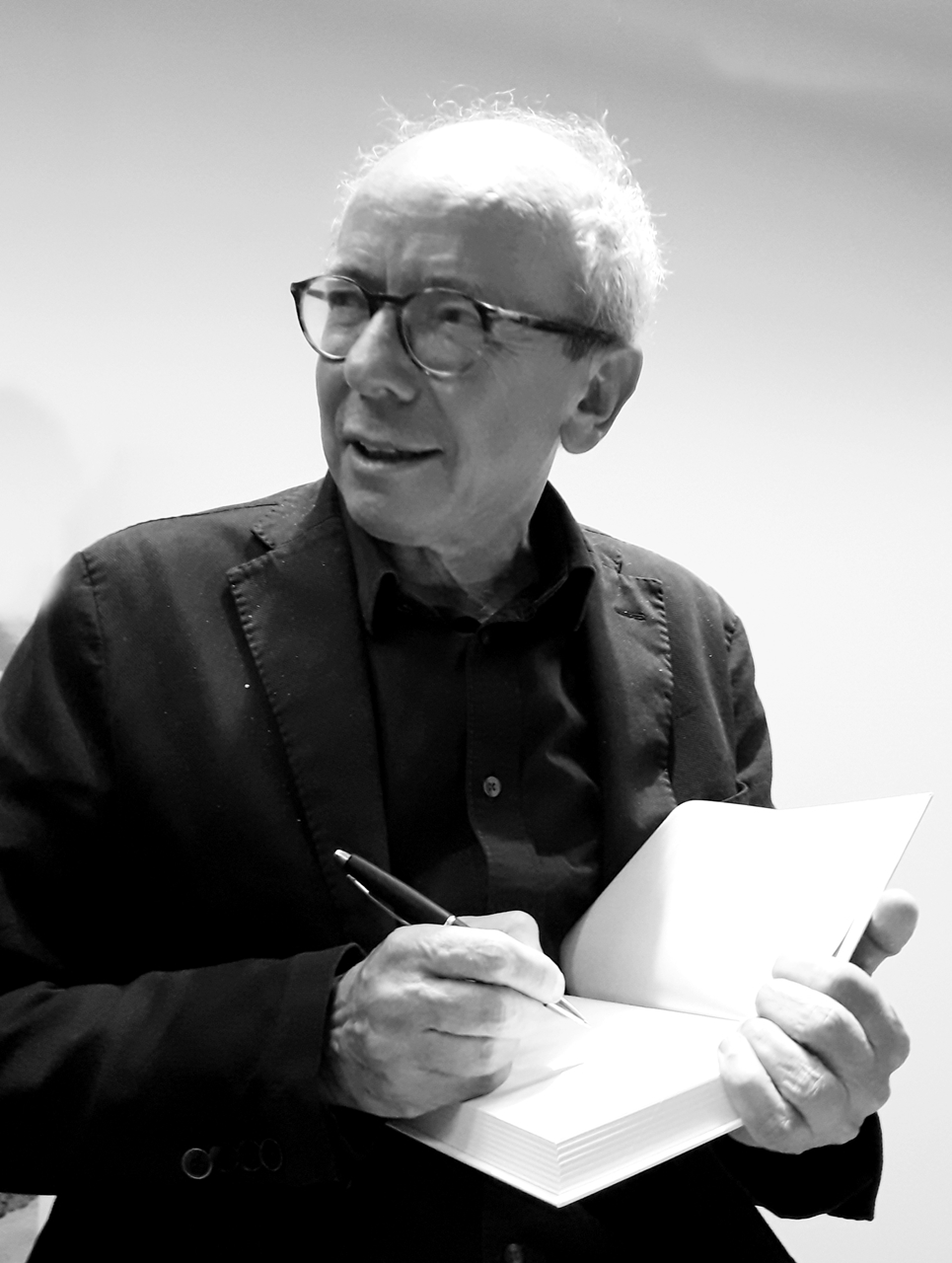
Włodek Goldkorn
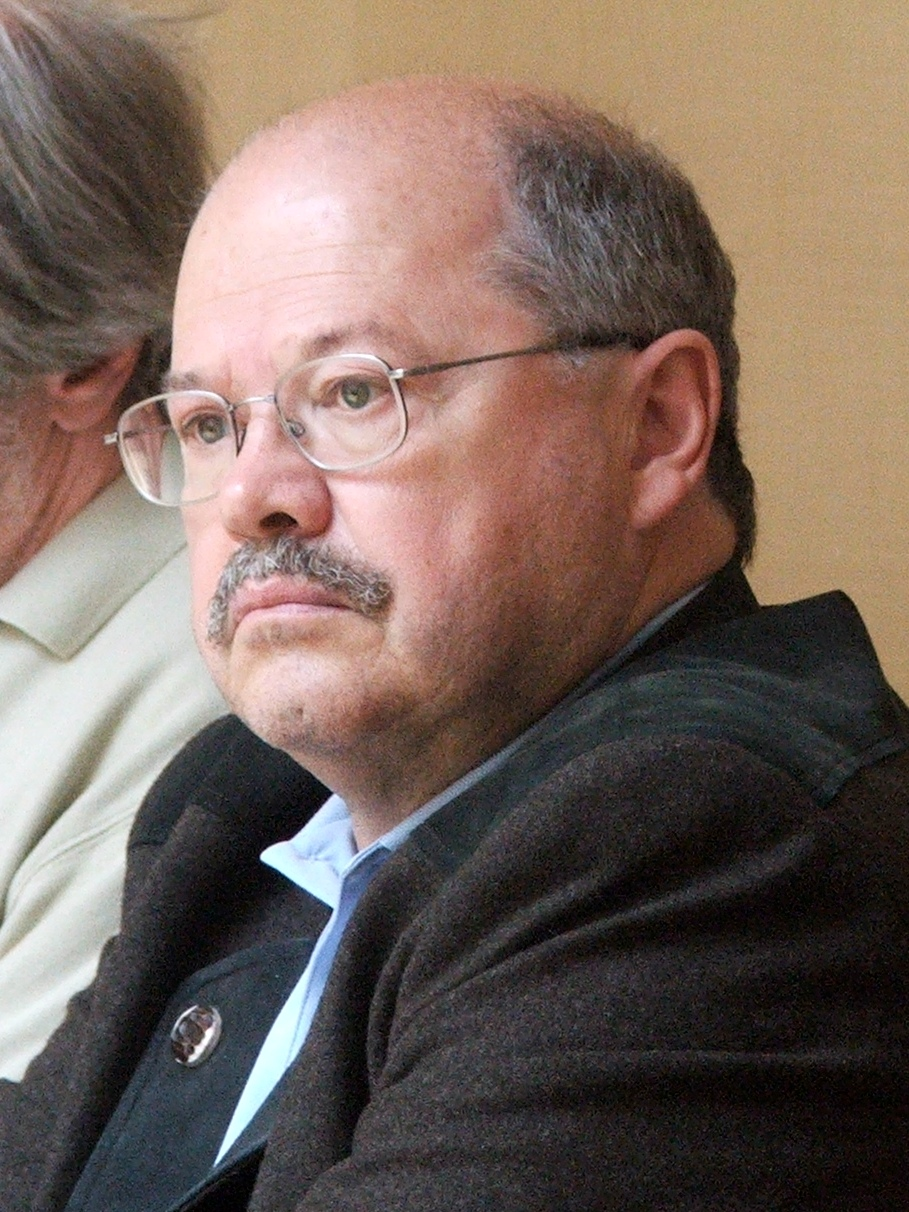
Jerzy Montag
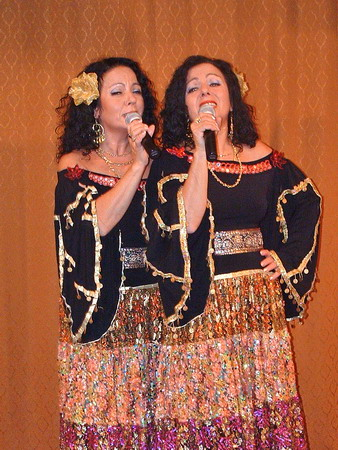
Les sœurs Rajfer